# 鉄道敷設法別表第139号
鉄道敷設法別表第139号は、1922年（大正11年）4月11日に公布・施行された「鉄道敷設法」（大正11年法律第37号）別表に定められていた条文の一つ。

## 原文
- 石狩国「ルベシベ」ヨリ北見国滝ノ上ニ至ル鉄道

## 現在の地名・地区名での表記
- 北海道上川郡上川町上川地区（上川支庁管内）より北海道紋別郡滝上町滝上地区（網走支庁管内）に至る鉄道

## 開業区間
- 全区間未開業

## 未開業区間
- 上川 - 北見滝ノ上間

## 鉄道先行バス路線
なし。

## 近接したルートを通る民間路線バス
※ジェイ・アール北海道バスの各路線は、国鉄バス時代に「鉄道先行バス」として設定された路線ではない。
- ジェイ・アール北海道バス流氷もんべつ号経由便
  - 上川駅前 - 滝上間
- ジェイ・アール北海道バス高速都市間バス・特急オホーツク号
  - 上川駅前 - 滝上間
- 北海道中央バス流氷もんべつ号経由便
  - 上川駅前 - 滝上間
- 北海道中央バス高速都市間バス・特急オホーツク号
  - 上川駅前 - 滝上間
- 北紋バス流氷もんべつ号経由便
  - 上川駅前 - 滝上間
- 北紋バス高速都市間バス・特急オホーツク号
  - 上川駅前 - 滝上間
- 道北バス流氷もんべつ号経由便
  - 上川駅前 - 滝上間
- 道北バス高速都市間バス・特急オホーツク号
  - 上川駅前 - 滝上間

## その他・特記事項
- 鉄道先行バス路線、流氷もんべつ号経由便 上川駅前 - 滝上間、高速都市間バス・特急オホーツク号 上川駅前 - 滝上間は、ジェイ・アール北海道バス、北海道中央バス、北紋バス、道北バスによる共同運行。